# Jacques Servranckx
Pour les articles homonymes, voir Servranckx.
Jacques Servranckx, né le 21 janvier 1928 à Etterbeek, en Belgique, et mort le 16 mai 2017 dans le 14e arrondissement de Paris,, est un général français ayant fait carrière dans la Légion étrangère puis l'Armée de Terre.

## Biographie
Devenu Français en 1936 à la suite de la naturalisation de son père, il intègre l'école spéciale militaire de Saint-Cyr, promotion « Nouveau Bahut », entre 1945 et 1947. Il rejoint en 1948 l'école d'application de l'infanterie où il sert successivement comme officier-élève puis instructeur. Il commande ensuite des sections d'élèves-officiers de réserve d'infanterie à l'ESMIA.
Volontaire pour l'encadrement des renforts de la Légion étrangère destinés à l'Extrême-Orient, il est affecté au 1er REI qu'il rejoint en 1949 à Sidi Bel Abbès. À son arrivée à Saïgon, il est affecté au 2e REI et reçoit le commandement de la section d'intervention du Train blindé de la Zone nord. Blessé par mine en juin 1950, il est rapatrié sur Paris. Il repart en Indochine en septembre 1951, est affecté au 5e REI et participe à tous les combats menés au Tonkin. Grièvement blessé en 1954, il est une seconde fois rapatrié à Paris. « Il a vingt-six ans, est chevalier de la Légion d'honneur (depuis le 20 janvier 1953) et déjà titulaire de sept citations. »
Après un passage à l'école d'application de l'infanterie, il est admis en 1957 à l'école d'état-major et est affecté à sa sortie au 2e RE en Algérie. De 1960 à 1963, il fait partie de l'état-major du commandant en chef des FFA à Baden-Baden. Admis à l'école supérieure de guerre, il reçoit en 1965 le commandement de la promotion « Lieutenant-colonel Driant » à Saint-Cyr.
Il  est affecté de 1968 à 1972 à l'état-major de l'armée de terre, puis prend le commandement du 2e Régiment Étranger en Corse. Il occupera ensuite successivement les fonctions d'adjoint au commandant de la 3e division à Fribourg (1974-1977), chef de corps de la 4e brigade motorisée à Beauvais (1977-1979), sous-chef des Opérations à l'état-major des armées à Paris (1979-1981), commandant de la 2e DB à Versailles (1981-1983) et enfin commandant de la 3e région militaire à Rennes (1984-1988).
Après avoir quitté le service actif, il préside l'association nationale du Souvenir français de 1992 à 1997 et est président d'honneur de l'Association nationale des croix de guerre et de la valeur militaire de 1990 à 1998. Il se consacre ensuite à des travaux de recherche visant à recenser les officiers, issus de Saint-Cyr, "déportés résistants" de 1941 à 1945. 
En 2000, il fut désigné pour porter la main du capitaine Danjou à Aubagne, à l'occasion des cérémonies de commémoration de la bataille de Camerone.

## Famille
Jacques Servranckx est marié à Marie-Thérèse Monier, dont il a eu cinq enfants.

Son frère Jean Servranckx, polytechnicien (1938), ingénieur-militaire à la Manufacture nationale d'armes de Tulle, fut déporté pour Résistance et mourut au camp de Mauthausen en février 1945.

## Décorations

### Intitulé
- Grand-croix de la Légion d'honneur
- Croix de guerre des Théâtres d'opérations extérieurs
- Croix de la Valeur militaire

Le général Servranckx porte par ailleurs à titre individuel la fourragère aux couleurs de la croix de guerre des TOE (Théâtres d'opérations extérieurs).